# Tom Berenger
Tom Berenger, ursprungligen Thomas Michael Moore, född 31 maj 1949 i Chicago, Illinois, är en amerikansk skådespelare och filmproducent. 
1987 nominerades Berenger till en Oscar i kategorin Bästa manlig biroll för sin roll som Sgt. Barnes i Oliver Stones krigsdrama Plutonen. 2012 vann Berenger en Emmy Award i kategorin Bästa manliga biroll i miniserie eller film, för sin roll som Jim Vance i miniserien Hatfields & McCoys.
Tom Berenger var gift första gången 1976–1984 med Barbara Wilson, andra gången 1986–1997 med Lisa Williams, tredje gången 1998–2011 med Patricia Alvaran samt är sedan 2012 gift för fjärde gången med Laura Moretti. Berenger har två barn i sitt första äktenskap, två barn i det andra och ett barn i det tredje.

## Filmografi (i urval)
- 1975–1976 – One Life to Live (TV-serie) (okänt antal avsnitt)
- 1977 – Ondskans redskap
- 1977 – Var finns Mr. Goodbar?
- 1980 – Krigshundarna
- 1983 – Människor emellan
- 1983 – Eddie and the Cruisers
- 1984 – Fear City
- 1985 – Rustlers' Rhapsody
- 1986 – Tracys hämnd (miniserie, tre avsnitt)
- 1986 – Plutonen
- 1987 – I skuggan av ett brott
- 1988 – Skjut för att döda
- 1988 – Förrådd
- 1989 – Värsta gänget
- 1989 – Född den fjärde juli
- 1990 – Det gröna fältet
- 1991 – Dödligt spel
- 1991 – Lek på Guds gröna ängar
- 1993 – Sniper
- 1993 – Skål (TV-serie) (två avsnitt)
- 1993 – Sliver
- 1993 – Gettysburg
- 1994 – Värsta gänget II
- 1994 – Chasers
- 1995 – Last of the Dogmen
- 1996 – The Substitute
- 1997 – Rough Riders (TV-film)
- 1998 – The Gingerbread Man
- 1998 – Shadow of Doubt
- 1998 – A Murder of Crows
- 1999 – Diplomatic Siege
- 1999 – Turbulence 2: Fear of Flying
- 2000 – Takedown
- 2000 – Cutaway (TV-film)
- 2001 – Training Day
- 2002 – D-Tox
- 2002 – Johnson County War (TV-film/miniserie)
- 2002 – Sniper 2
- 2003 – Tredje skiftet (TV-serie) (fyra avsnitt)
- 2004 – Sniper 3
- 2007–2008 – October Road (TV-serie) (19 avsnitt)
- 2008 – Stiletto
- 2010 – Smokin' Aces 2: Assassins' Ball
- 2010 – Sinners and Saints
- 2010 – Inception
- 2010 – Faster
- 2011 – XIII: The Series (TV-serie) (sex avsnitt)
- 2012 – Brake
- 2012 – Hatfields & McCoys (miniserie)
- 2013–2015 – Major Crimes (TV-serie) (sju avsnitt)
- 2014 – Bad Country
- 2014 – Sniper: Legacy
- 2014 – Out of Sight
- 2014 – Doc Holliday's Revenge
- 2014 – Lonesome Dove Church
- 2014 – Reach Me
- 2015 – Impact Earth
- 2017 – Sniper: Ultimate Kill
- 2017 – Cops and Robbers
- 2018 – Battle of the Bulge: Wunderland
- 2018 – American Dresser
- 2018 – Gone Are the Days
- 2019 – Sargasso
- 2019 – Supervized
- 2020 – Blood and Money
- 2020 – Adam
- 2020 – Sniper: Assassin's End
- 2020 – Battle of the Bulge: Winter War